# Kvantno sprezanje
Kvantno sprezanje je fizikalni fenomen koji se pojavljuje kada parovi ili skupine čestica nastanu ili međudjeluju na takav način da se kvantno stanje pojedinačnih čestica ne može utvrditi neovisno o drugim česticama, čak i ako čestice u pitanju dijele velike udaljenosti - umjesto toga, mora se uzeti kvantno stanje sustava kao cjeline.
Mjerenja fizikalnih svojstava, poput položaja, momenta, spina, ili polarizacije, na spregnutim česticama blisko su povezana. Na primjer, ako je paru spregnutih čestica ukupni spin nula, a za jednu česticu se zna kako ima spin u smjeru kazaljke na satu na nekoj osi, spin druge čestice, mjeren po istoj osi, uvijek će biti obrnutog smjera, kao što se može i očekivati. Međutim, takvo ponašanje može dovesti do paradoksalnih učinaka: bilo kakvo mjerenje svojstva čestice može se gledati kao utjecanje na tu česticu (npr., kolapsom broja superpozicijskih stanja), što će promijeniti originalno kvantno svojstvo; a u slučaju spregnutih čestica, takvo se mjerenje može izvesti samo na sustavu kao cjelini. Tada izgleda kao da jedna čestica spregnuta sustava "zna" koja su mjerenja izvedena na drugoj čestici, i s kojim rezultatima, iako nema poznatog načina izmjene takvih informacija između čestica, koje mogu biti na bilo kojoj međusobnoj udaljenosti.
Takvi fenomeni bili su tema znanstvenog rada koji su 1935. napisali Albert Einstein, Boris Podolsky, i Nathan Rosen, kao i nekoliko radova Erwina Schrodingera malo poslije, koji opisuju, kasnije nazvani, EPR paradoks. Einstein i drugi smatrali su takvo ponašanje nemogućim jer je kršilo teoriju relativnosti (Einstein je to nazvao "sablasno djelovanje na daljinu") te je tvrdio kako je zbog toga tadašnja interpretacija kvantne mehanike nepotpuna. Kasnije su kontraintuitivna predviđanja kvantne mehanike potvđena. Izvedeni su eksperimenti koji uključuju mjerenje polarizacije ili spina spregnutih čestica u drugim smjerovima, koji su – kršeći Bellovu nejednakost – statistički demonstrirali kako je Kopenhagenska interpretacija ispravna. To se događa čak i kad su mjerenja izvedena na dva mjesta brže no što svjetlo može stići od jednog labaratorija do drugog, što dokazuje kako čestice među sobom ne razmjenjuju informacije.
Prema formalizaciji kvantne teorije, efekti mjerenja su trenutačni. No, nije moguće koristiti ovaj učinak za prenošenje informacija brzinom bržom od svjetlosti.
Kvantno sprezanje je područje veoma aktivnih istraživanja, čiji su učinci eksperimentalno demonstrirani na fotonima, neutrinima, elektronima, molekulama veličine fulerena, čak i malih dijamanata. Istraživanja se također fokusiraju na iskorištavanje navedenih učinaka za svrhe komunikacije i kvantnih računala.